# Girolamo Morone
Pour les articles homonymes, voir Morone (homonymie).
Girolamo Morone, né dans le Milanais vers 1450 et mort en 1529, est un diplomate italien, un des plus habiles politiques de son temps.

## Biographie
Formé à l’école de Louis le More, il montra de bonne heure une rare habileté pour les négociations et pour l’intrigue, devint, en 1512, vice-chancelier de Maximilien Sforza, au nom duquel il gouverna le duché de Milan, abandonna ce prince lorsque, après la bataille de Marignan (1515), il eut été dépossédé de ses États par les Français, et s’attacha alors à la fortune de François-Marie Sforza, qui le nomma son chancelier. 
Après avoir armé Léon X et Charles Quint contre la France, il regretta d’avoir contribué à étendre le joug des impériaux sur Milan et conseilla au pape et à la république de Venise de se liguer avec François Ier (1525).  Ses menées ayant été découvertes, il fut plongé dans les cachots de Pavie et n’en sortit qu’au prix de 20 000 florins (1526). 
Plus tard, il devint secrétaire du connétable de Bourbon, dont il gagna la confiance et dont il fut le principal conseiller, l’accompagna à Rome en 1527 et passa, après la mort de ce dernier, au service de Philibert, prince d'Orange, mis à la tête des armées impériales. 
Vers cette époque, il prit une part des plus actives à la paix qui fut conclue entre le pape et l’empereur, reçut, en 1528, le titre de duc de Bovino et mourut pendant le siège de Florence.

## Source
« Girolamo Morone », dans Pierre Larousse, Grand dictionnaire universel du XIXe siècle, Paris, Administration du grand dictionnaire universel, 15 vol., 1863-1890 [détail des éditions].